# Ercole Pasquini
Ercole Pasquini (Vorname auch manchmal Hercole, Nachname manchmal Pasquino; * wahrscheinlich zwischen 1550 und 1560 in Ferrara; † zwischen 1608 und 1619 in Rom) war ein italienischer Organist (u. a. am Petersdom in Rom), Cembalist und Komponist. Er kann als der vielleicht wichtigste und einflussreichste direkte Vorläufer Girolamo Frescobaldis gelten, zusammen mit den Neapolitanern Giovanni Maria Trabaci und Ascanio Mayone.

## Leben
Nach dem Zeugnis des Theologen und Franziskanerpaters Agostino Superbi studierte der in Ferrara gebürtige Ercole Pasquini Musik bei Alessandro Milleville (1521?–1589). Von diesem übernahm er zwischen 1583 und 1587 die musikalische Erziehung der Vittoria Aleotti, einer Tochter des Hofarchitekten von Ferrara, Giovanni Battista Aleotti.
Am 1. Mai 1592 wurde Pasquini Organist des 'ridotto musicale' des Mario Bevilacqua und der Kirche der Olivetaner Santa Maria in Organo in Verona. Für die Hochzeitsfeierlichkeiten von Carlo Gesualdo mit Eleonora d'Este in Ferrara 1594 komponierte er die „favola boscareccia“ I fidi amanti (Publikation bereits 1593). Nach dem Tode von Bevilacqua, am 1. August 1593, kehrte Pasquini wahrscheinlich nach Ferrara zurück, wo er Nachfolger von Luzzasco Luzzaschi als Organist der Accademia della Morte wurde; sein Nachfolger in dieser Position war Girolamo Frescobaldi.
Pasquini spielte laut Superbi in seiner Heimat „die ersten (oder besten) Orgeln“ („i primi organi“), bevor er 1597 nach Rom übersiedelte. Dort wurde er am 6. Oktober 1597 offiziell zum Organisten der Cappella Giulia im Petersdom ernannt, als Nachfolger von Giovan Battista Zucchelli. Diesen prestigeträchtigen Posten hielt er bis zum 31. Mai 1608. Zusätzlich bekleidete er ab Sommer 1604 den gleichen Posten an Santo Spirito in Sassia. Es kann als Zeichen einer besonderen Wertschätzung gedeutet werden, dass er dort (wie der ihm nachfolgende Girolamo Frescobaldi) ein höheres Gehalt bekam als alle anderen Organisten, nämlich 3 scudi, anstelle von 2 scudi und 50 baiocchi.
Von 1603 an fällt auf, dass Pasquini die Entgegennahme seines Gehaltes in der Capella Giulia mit einer gewissen Unregelmäßigkeit unterzeichnete. Stattdessen leistete ab September 1603 bis 1605 manchmal ein Nicolo Pasquini die Unterschrift – wahrscheinlich sein Sohn. Während des Sommers 1605 wurde sein Gehalt vom maestro di capella, Francesco Soriano, entgegengezeichnet, und im November und Dezember von einem Angestellten eines Hospitals, wo Pasquini in Behandlung war; laut Haberl (1908, S. 151) handelte es sich dabei um den Leiter des Ospedale dei Pazzi (d. h. des „Irrenhauses“). Am 19. Mai 1608 wurde Pasquini von seinem Posten „justis de causis“ entlassen.
Ercole Pasquini wurde von seinen Zeitgenossen wie Pietro della Valle als Musiker hochgeschätzt. Auch Agostino Superbi (1620) beschrieb ihn als exzellenten Musiker und Organisten mit einer „außerordentlich delikaten und geläufigen Hand“, und „manchmal spielte er so wundervoll, dass die Leute hingerissen und wahrhaftig bezaubert waren“. Aber er sei „wenig glücklich“ („poco fortunato“) oder arm verstorben.
Laut einem Eintrag von Agostino Faustini 1646 starb Pasquini in Rom in einem Zustande geistiger Verwirrung.

## Bedeutung und Werke
Ercole Pasquini kann in mehrfacher Hinsicht als der eigentliche Vorgänger Frescobaldis betrachtet werden: Beide stammten aus Ferrara und Ercole war auf mehreren Orgelposten der direkte Vorgänger Frescobaldis (Accademia della Morte in Ferrara; St. Peter und S. Spirito in Sassia in Rom). Dieser muss sowohl Pasquini persönlich, als auch seine Musik (zumindest vom Hören) gekannt haben.
Von Ercole Pasquinis Tastenmusik wurde nichts zu seinen Lebzeiten veröffentlicht und es existieren auch keine Autographen. Lange Zeit kannte man nur eine einzige Canzona francese im 3. Ton aus unbekannter Quelle. Erst um 1960 wurden der Forschung etwa 30 Stücke aus verschiedenen handschriftlichen Quellen bekannt, die 1966 in W. Richard Shindles CEKM-Ausgabe des American Institute of Musicology veröffentlicht wurden. In diesen Werken zeigt er sich als ein origineller und fortschrittlicher Komponist, der in vielerlei Hinsicht den frühbarocken Stil und das Werk seines jüngeren Landsmannes und Kollegen Frescobaldi vorwegnimmt. Seine Toccaten und Canzonen bestehen bereits aus mehreren kürzeren Abschnitten; die Toccaten verwenden teilweise ungewöhnliche harmonische Modulationen und ein fantasievolles protobarockes Figurenwerk, das direkt auf Frescobaldis Verzierungskunst verweist. Letzteres gilt auch für Pasquinis Variationswerke. Seine Durezze gehören zu den frühesten bekannten Stücken dieses Genres, zusammen mit denjenigen aus der neapolitanischen Tastenschule (Giovanni de Macque, Trabaci etc.). Auch die drei ihm zugeschriebenen Correnten sind vermutlich die frühesten überlieferten Stücke dieses Tanzes in Italien (für Tasteninstrument). Im Einzelnen gehören zu seinem Tastenwerk:
- 6 Toccaten, 2 Durezze e ligature, 10 Canzonen,[13] 1 Ricercar,[14] 1 Intavolatura über „Anchor che col partire“ von Cipriano de Rore, 5 Variazionszyklen (darunter Passamezzo, Ruggiero und Romanesca), 2 Correnten,[15] 1 Gagliarda, 1 Stück ohne Titel (zweifelhaft) (alle editiert in CEKM 12, 1966).

Pasquini hinterließ auch einige Vokalwerke, von denen nur fünf zu Lebzeiten oder kurz danach veröffentlicht wurden:
- 2 Motetten, darunter das zehnstimmige, doppelchörige „Quem vidistis pastores?“, veröffentlicht in der Sammlung Sacrae Cantiones von Pasquinis Schülerin Raffaella Aleotti (Venedig, 1593);
- 2 Madrigale: „Mentre che la bell’Isse“ (1591) und ein weiteres 1596; eine Kontrafaktur des Madrigals von 1591 existiert als Motette „Sanctus Sebastianus“ (in einer Sammlung in Passau);
- Das Madrigale spirituale „M’empio gli occhi di pianto“, auf einen Text von Angelo Grillo (publ. 1604);
- „Jesu decus angelicum“, für vier Stimmen und Orgel (publ. posthum);
- Zwei Messen, darunter eine über „Vestiva i colli“;
- Madrigali alla Santissima Vergine, verloren, zitiert in einem Inventar des Erzherzogs Siegmund Franz, Innsbruck, 1665.

## Noten
- Ercole Pasquini: Collected Keyboard Works, hrsg. v. W. Richard Shindle; Corpus of Keyboard Music (CEKM) 12, American Institute of Musicology, 1966.